# Beatrice Gumulya
Beatrice Gumulya (1 januari 1991) is een tennisspeelster uit Indonesië.
Zij begon op zevenjarige leeftijd met het spelen van tennis.
In 2008 won zij haar eerste ITF-toernooi in het enkelspel, en tevens in het dubbelspel.